# Washington Wizards 2000-2001
La stagione 2000-01 dei Washington Wizards fu la 40ª nella NBA per la franchigia.
I Washington Wizards arrivarono settimi nella Atlantic Division della Eastern Conference con un record di 19-63, non qualificandosi per i play-off.

## Roster
| N° | Naz.                               | Ruolo | Sportivo           | Anno | Alt. | Peso |
| -- | ---------------------------------- | ----- | ------------------ | ---- | ---- | ---- |
| 1  | Stati Uniti (bandiera)             | G     | Rod Strickland     | 1966 | 191  | 79   |
| 2  | Stati Uniti (bandiera)             | G     | Mitch Richmond     | 1965 | 196  | 98   |
| 3  | Stati Uniti (bandiera)             | GA    | Laron Profit       | 1977 | 196  | 93   |
| 4  | Stati Uniti (bandiera)             | G     | Courtney Alexander | 1977 | 196  | 93   |
| 5  | Stati Uniti (bandiera)             | A     | Juwan Howard       | 1973 | 206  | 109  |
| 8  | Stati Uniti (bandiera)             | A     | Tyrone Nesby       | 1976 | 198  | 102  |
| 12 | Stati Uniti (bandiera)             | G     | Chris Whitney      | 1971 | 183  | 76   |
| 13 | Rep. Dominicana (bandiera)         | G     | Felipe López       | 1974 | 196  | 90   |
| 22 | Isole Vergini Americane (bandiera) | G     | David Vanterpool   | 1973 | 196  | 91   |
| 24 | Stati Uniti (bandiera)             | G     | Hubert Davis       | 1970 | 196  | 83   |
| 32 | Stati Uniti (bandiera)             | GA    | Richard Hamilton   | 1978 | 198  | 84   |
| 34 | Stati Uniti (bandiera)             | A     | Michael Smith      | 1972 | 203  | 104  |
| 35 | Stati Uniti (bandiera)             | A     | Loy Vaught         | 1968 | 206  | 104  |
| 40 | Stati Uniti (bandiera)             | A     | Mike Smith         | 1976 | 203  | 88   |
| 44 | Stati Uniti (bandiera)             | AC    | Christian Laettner | 1969 | 211  | 107  |
| 44 | Stati Uniti (bandiera)             | AC    | Cherokee Parks     | 1972 | 211  | 107  |
| 50 | Stati Uniti (bandiera)             | A     | Popeye Jones       | 1970 | 203  | 113  |
| 51 | Stati Uniti (bandiera)             | A     | Gerard King        | 1972 | 206  | 104  |
| 52 | Stati Uniti (bandiera)             | C     | Calvin Booth       | 1976 | 211  | 104  |
| 54 | Nigeria (bandiera)                 | AC    | Obinna Ekezie      | 1975 | 206  | 122  |
| 55 | Stati Uniti (bandiera)             | AC    | Jahidi White       | 1976 | 206  | 132  |

## Staff tecnico
- Allenatore: Leonard Hamilton
- Vice-allenatori: Johnny Bach, Larry Drew, Stan Jones